# نشانه پرات
نشانهٔ پرات (انگلیسی: Pratt's sign) نشانه‌ای احتمالی از ترومبوز سیاهرگی عمقی سرخرگ رانی است و به صورت وریدهای متسع اطراف استخوان درشت‌نی در پای آسیب دیده می‌شود که با بالا بردن ساق پا همچنان متسع می‌مانند و محو نمی‌شوند.
این نشانهٔ بالینی در سال ۱۹۴۹ توسط جراح آمریکایی «جرالد اچ. پرات» (۲۰۰۶–۱۹۲۸) در بیمارستان سنت وینسنت توصیف شد.
نشانهٔ پرات را نباید با آزمون پرات اشتباه گرفت که ترومبوز سیاهرگی عمقی را با فشردن ورید توسط معاینهٔ دستی بررسی می‌کند.